# Тули, Геза
Геза Титус Тули (венг. Tuli Géza Titusz; 4 ноября 1888, Будапешт — 30 января 1966, Будапешт) — венгерский гимнаст, серебряный призёр летних Олимпийских игр 1912 года. Чемпион Венгрии в командном первенстве 1912, 1914, 1921 годов.